# チャシニキ (ヴィーツェプスク州)
座標: 北緯54度51分12秒 東経29度09分53秒 / 北緯54.85333度 東経29.16472度
チャシニキ（ベラルーシ語: Чашнікі）はベラルーシ・ヴィツェプスク州チャシニキ地区(ru)の市（Горад / ホラド）である。また同地区の行政中心地である。人口は2017年の時点で8752人。

## 地理
西ジヴィナ川（ロシア語名：西ドヴィナ川、ラトビア語名：ダウガヴァ川）支流のウラ川(ru)に面し、州都ヴィツェプスクからは95km、首都ミンスクからは190kmの位置にある。

## 出身者
- シュロイメ・アンスキー[2] - 作家・民俗学者
- ウラジーミル・ジャニサウ(ru) - アイスホッケー選手
- ヤンカ・ジュルバ(ru)[3] - 詩人・翻訳家
- ルィホル・レレス / הירש רעלעס[4] - 詩人・作家（ベラルーシ語並びにイディッシュ語の執筆）
- ジノヴィー・ロゼンフェリド(ru)[5] - ソビエト連邦期の建築家

## 姉妹都市
- Viļaka(en)（ラトビア）